# Заславский, Богдан Иванович
Богдан Иванович Заславский (ок. 1465 — ок. 1530) — князь, государственный деятель Великого княжества Литовского, дворянин королевский (1486—1488), наместник минский (с 1499 года). Потомок великого князя литовского Гедимина (1316—1341) в IX колене.

## Биография
Представитель литовского княжеского рода Заславских, младший сын наместника минского и витебского, князя Ивана Юрьевича Заславского. Братья — князья Михаил Иванович Мстиславский (ум. 1529) и Фёдор Иванович Заславский (ум. 1539).
В 1486-1488 годах — дворянин при короле польском и великом князе литовском Казимире Ягеллончике, затем исполнял эту должность при дворе его сына и наследника Александра Казимировича. В 1494 году был назначен сопровождать московское посольство, прибывшее с великой княжной Еленой Ивановной, и в качестве пристаа встречал посольство под Медниками.
В 1495 году князь Богдан Иванович Заславский получил привилей от Александра Казимировича на 14 человек в Красносельском повете, а в мае 1499 года, ещё не имея никакого титула, получил подтверждение на крепостных людей в Красносельском повете. Летом 1499 года был назначен наместником минским и занимал эту должность до своей смерти.
В 1507 и 1508 годах король польский и великий князь литовский Сигизмунд Казимирович сообщает ему в своих письмах о предоставлении в трехлетнюю аренду минского мыта (пошлины) минскому войту «жиду Абрахаму». В 1508 году Богдан Заславский получил подтверждение от Сигизмунда Старого на двор Прилуки, который ему передал великий князь Александр Казимирович. В 1509 году Сигизмунд Казимирович судил его спор с минскими мещанами по поводу неправительного сбора налогов и потребовал «обид им не чинить». В 1513 году литовская рада призывала наместника минского князя Богдана Заславского привести минский замок в оборонное состояние по поводу ожидавшегося нападения русских войск. В 1525 году для решения спора князя Михаила Ивановича Мстиславского с сыном Фёдором король Сигизмунд I отправил к первому его брата Богдана Заславского с пожеланием, чтобы князь Михаил Мстиславский назначил сыну содержание. В 1526 году в результате спора с Михаилом Петровичем получил декрет, присуждавший ему людей Бесапишичей, Ковшечей, Варгвошечей, Юрашевичей, Бортниковичей и Романовичей в Минском повете. Согласно переписи 1528 года, был обязан предоставить в литовскую армию 14 всадников.

## Семья
Был женат на Аграфене Ивановне Ходкевич (ум. 1542), дочери воеводы киевского Ивана Фёдоровича Ходкевича (ок. 1420 — ок. 1485), от брака с которой имел четырёх дочерей:
- Мария Богдановна Заславская (ок. 1495—1559), 1-й муж князь Василий Юрьевич Толочинский, 2-й муж с 1550 года подскарбий земский, маршалок дворский и воевода новогрудский Иван Горностай.
- Анна Богдановна Заславская (ок. 1500—1542), жена князя Януша Романовича Друцкого-Любецкого, перед смертью приняла монашество под именем Агафьи
- Феодора Богдановна Заславская (ок. 1510—1560), 1-й муж с 1533 года державец керновский, князь Семён Ямонтович Подберезский, 2-й муж князь Андрей Семёнович Одинцевич
- Томила Богдановна Заславская (ок. 1515—1560), жена князя Григоря Фёдоровича Друцкого-Горского (Бурневского).